# Wendy Morris
Wendy Morris (1960) is een Zuid-Afrikaanse beeldende kunstenares. Haar werk bestaat uit installaties, tekst, geluid en bewegend beeld. Morris' werk behandelt onderwerpen die raken aan de koloniale geschiedenis van Zuidelijk Afrika en bij uitbreiding Nederland en België, waaronder wapenhandel, geweld, slavernij, en het verdwijnen of reconstrueren van kennis. 
Morris doctoreerde in de kunsten aan de Universiteit van Leuven, waar ze ook professor is. Ze doceert aan LUCA School of Arts in Brussel. Zij woont en werkt in België. 

## Werk

### Video
Een deel van Morris' werken bestaat uit arbeidsintensieve animaties, getekend met houtskool op grote formaten papier. Bij elk frame veegt de Morris een deel van de tekening uit, om het volgende frame erbij of eroverheen te tekenen. Hierdoor ontstaan vloeiende, associatieve beelden. 
- 2017 Boardgame, or From the Ranks to Field Marshal[2]
- 2014 FYI
- 2013 Perth+6hrs
- 2013 Heir to the Evangelical Revival
- 2013 Orlando's Book
- 2008 Off the Record
- 2006 Bully Beef

### Onderzoek en gerelateerde projecten
Artistiek onderzoek is een belangrijke component in het werk van Morris. Werken ontstaan uit verzameld beeldmateriaal en teksten - waaronder bestaande dagboeken of reisverslagen. Voor haar eigen teksten gebruikt ze schrijfmachines. Morris initieert collaboraties, zoals met muzikanten, boomdeskundigen en historici. 

#### Nothing of importance occurred
Dit project draait rond de reconstructie van de medische kennis die een 17e-eeuwse vroedvrouw uit Zuidelijk Afrika zou hebben gehad. Hiervoor verzamelt en toont zij verschillende kruiden en planten die een effect op de vruchtbaarheid hebben, of abortus-opwekkend zijn. 

#### Deep Histories Fragile Memories
Morris richtte een onderzoeksgroep op die geassocieerd is met de KU Leuven, het Lieven Gevaert Research Centre for Photography, Art and Visual Culture, en LUCA School of Arts. De focus ligt op het verkennen van artistiek onderzoek binnen een interdisciplinair kader (wetenschap, beeldende kunst, literatuur, muziek, film). 

## Tentoonstellingen, festivals en publicaties

### Tentoonstellingen (selectie)
In 2016 presenteerde ARGOS, Centrum voor Kunst en Media (Brussel) haar solotentoonstelling Off by Heart and Out of Breath. In 2017 volgde de solotentoonstelling This, of course, is the work of the imagination in MU.Zee (Kunstmuseum aan Zee, Oostende) . Morris participeerde aan de Lubumbashi Biënnale (2019) in Congo. Daarnaast stelde ze onder meer tentoon in Netwerk, Aalst, en de Oude Kerk, Amsterdam.

### Festivals (selectie)
- 2014 Holland Animation Film Festival, International Shorts Competition (Orlando's Book), Utrecht
- 2014 Tricky Women Animation Festival, Wenen, Oostenrijk
- 2014 Vienna International Shorts festival, Wenen, Oostenrijk
- 2014 Melbourne International Film Festival, Melbourne, Australië
- 2014 Festival international du film d'animation d'Annecy, Annecy, Frankrijk
- 2014 Rooftop Films, New York, USA
- 2015 Traverse Vidéo, Toulouse, Frankrijk

### Publicaties (selectie)
- 2019 The wandering womb, her fantastic encounters and curious utterings. Netwerk/dhfm
- 2017 This, of course, is a work of the imagination. Oostende, Belgium: MuZee. ISBN 978-9074694278
- 2016 Off by Heart and Out of Breath. A Silva Rerum. Ghent: MER. Paper Kunsthalle & Argos Centre for Arts and Media. ISBN 978-9492321343